# Ricardo Diéz (Fußballtrainer)
Ricardo Diéz, geboren als Emetério Seledônio Díez, (* 11. Februar 1900 in Rivera; † 27. April 1971 in Belo Horizonte) war ein uruguayischer Fußballtrainer, der vornehmlich in Brasilien wirkte.
Der Raucher filterloser Zigaretten der Marke Continental ist am besten für seine Arbeit bei Atlético Mineiro bekannt, wo er 1950, 1951, 1955, 1956, 1958 und 1959 das Traineramt ausübte. Dabei gewann er 1949 und 1954 die Staatsmeisterschaft von Minas Gerais, die damals noch als Campeonato Municipal de Futebol de Belo Horizonte firmierte. In seiner Zeit beim Verein begleitete er Atlético auch auf seiner legendären Europa-Tournee von 1950, bei der Atlético auch auf zahlreiche deutsche Mannschaften traf, wie FC Schalke 04, das bei Ernst Kuzorras Abschiedsspiel 3:1 besiegt wurde. Insgesamt saß er bei 168 Spielen von Atlético auf der Bank, eine Statistik die nur von drei Trainern, unter anderem von Telê Santana, übertroffen wird.
Bereits 1937 gewann er mit dem Provinzverein Grêmio Santanense aus Santana do Livramento die Staatsmeisterschaft von Rio Grande do Sul, den einzigen bedeutenden Titel des Vereins. 1942 führte er auch Internacional Porto Alegre, wo er der erste ausländische Trainer der Klubgeschichte war, zur Meisterschaft von Rio Grande do Sul. Dort wird ihm die Entdeckung des Nationalspielers Nena zugeschrieben.
1941 führte er Sport Recife zur Vizemeisterschaft von Pernambuco, wo ihm wiederum vielfach die Entdeckung des Stürmerstars Ademir de Menezes zugeschrieben wird. Im selben Staat hatte er 1957 das Traineramt bei Náutico Capibaribe, den er zum dritten Platz in der Staatsmeisterschaft führte, und 1960 beim Santa Cruz FC. Der Verein erreichte in jenem Jahr hinter Náutico die Vizemeisterschaft.
Des Weiteren trainierte er auch die folgenden Vereine: América Mineiro (1946), Cruzeiro Belo Horizonte (1953), Democrata FC (Sete Lagoas, MG / 1965), EC Siderúrgica (Sabará, MG / 1947), Valeriodoce EC (Itabira, MG / 1962/1963) und Paraense EC (Pará de Minas, MG).

## Erfolge
Grêmio Santanense
- Staatsmeisterschaft von Rio Grande do Sul: 1937, 1942

Atlético Mineiro
- Staatsmeisterschaft von Minas Gerais: 1949, 1954